# Campina Verde
Campina Verde este un oraș în unitatea federativă Minas Gerais (MG), Brazilia.